# Liste de moteurs de jeu
La liste de moteurs de jeu répertorie des logiciels moteurs de jeu utilisés par les développeurs de jeux vidéo.

## Moteurs de jeu libres
Ces moteurs de jeu sont publiés sous une licence libre, ce qui fait d'eux des logiciels libres. Ces licences ne contraignent pas l'utilisation et la redistribution de copies du moteur (en conséquence, ils sont gratuits), et de plus, elles sont la garantie que leur code source est disponible, ce qui rend l'utilisateur libre de l'étudier ou de le modifier s'il le souhaite.
| Nom                 | Fonctionnalités | Fonctionnalités                                               | Fonctionnalités        | Fonctionnalités                                           | Licence                                | Fonctionnement interne    | Fonctionnement interne     |
| Nom                 | Rendu           | Plateformes (création)                                        | Export multi-platforme | Scripting                                                 | Licence                                | Bibliothèques graphiques  | Programmé en               |
| ------------------- | --------------- | ------------------------------------------------------------- | ---------------------- | --------------------------------------------------------- | -------------------------------------- | ------------------------- | -------------------------- |
| Aleph One           | 3D              | ?                                                             | Oui                    | Lua, Marathon Markup Language                             | GPL                                    | OpenGL                    | C                          |
| Allegro             | 2D              | ?                                                             | Oui                    | Non disponible                                            | Zlib                                   | OpenGL                    | C                          |
| Ardor3D             | 3D              | ?                                                             | Oui                    | Non disponible                                            | Spécifique                             | OpenGL (JOGL, LWJGL (en)) | Java                       |
| Axiom Engine        | 3D              | ?                                                             | Oui                    | Dynamic Language Runtime                                  | LGPL v2                                | OpenGL, XNA               | C#                         |
| Babylon.js          | 3D              | ?                                                             | Oui                    | JavaScript                                                | Apache                                 | WebGL                     | TypeScript                 |
| Blender Game Engine | 3D              | ?                                                             | Oui                    | Python                                                    | GPL                                    | OpenGL                    | Python                     |
| Blend4Web           | 3D              | ?                                                             | Oui                    | JavaScript                                                | Double (GPL ou commerciale)            | WebGL                     | JavaScript, Python, C, C++ |
| Build engine        | 3D              | ?                                                             | Non                    | Non disponible                                            | Libre pour utilisation non-commerciale | OpenGL                    | C                          |
| Cafu Engine (es)    | 3D              | ?                                                             | Oui                    | Lua                                                       | MIT                                    | Non disponible            | C++                        |
| ClanLib             | 2D, 3D          | ?                                                             | Oui                    | Non disponible                                            | Zlib                                   | OpenGL                    | C++                        |
| Crystal Space       | 3D              | ?                                                             | Oui                    | Non disponible                                            | LGPL                                   | OpenGL                    | C++                        |
| Cube Engine         | 3D              | ?                                                             | Oui                    | CubeScript                                                | Zlib modifiée                          | OpenGL                    | C++                        |
| Cube 2 Engine       | 3D              | ?                                                             | Oui                    | CubeScript                                                | Zlib                                   | OpenGL                    | C++                        |
| Dæmon               | 3D              | Linux, macOS, Windows                                         | Oui                    | Non disponible                                            | GPL                                    | OpenGL                    | C++                        |
| DarkPlaces          | 3D              | *BSD, Linux, macOS, Windows                                   | Oui                    | QuakeC                                                    | GPL                                    | OpenGL                    | C                          |
| Delta3d             | ?               | ?                                                             | Oui                    | Python                                                    | ?                                      | OpenGL                    | C++                        |
| DXFramework         | ?               | ?                                                             | Non                    | Python                                                    | ?                                      | DirectX                   | C++                        |
| Ethanon Engine      | ?               | ?                                                             | Non                    | AngelScript                                               | ?                                      | Non disponible            | C++                        |
| Exult               | ?               | ?                                                             | Oui                    | Non disponible                                            | ?                                      | Non disponible            | C++                        |
| GameStart           | ?               | ?                                                             | Oui                    | Squirrel, ACE                                             | Zlib                                   | OpenGL                    | C++                        |
| GDevelop 5          | 2D              | Linux, MacOSX, Windows, Web (HTML5)                           | Oui                    | Javascript                                                | MIT                                    | PixiJS, HTML5             | Javascript, C++            |
| Genesis3D           | ?               | ?                                                             | Non                    | Non disponible                                            | ?                                      | Non disponible            | C                          |
| Genesis Device      | ?               | ?                                                             | Non                    | Pascal Script                                             | ?                                      | OpenGL                    | Pascal Objet               |
| Godot engine        | 2D, 3D          | *BSD, Haiku Linux, MacOSX Windows                             | Oui                    | GDScript, VisualScript, C#,C++                            | MIT                                    | OpenGL, OpenGL ES         | C++                        |
| id Tech 1           | 2.5D            | *BSD, Haiku Linux, MacOSX Windows                             | Oui                    | Non disponible                                            | GPL                                    | Non disponible            | C                          |
| id Tech 2           | 3D              | *BSD, Haiku Linux, MacOSX Windows                             | Oui                    | Non disponible                                            | GPL                                    | OpenGL                    | C                          |
| id Tech 3           | 3D              | *BSD, Haiku Linux, MacOSX Windows                             | Oui                    | Non disponible                                            | GPL                                    | OpenGL                    | C                          |
| id Tech 4           | 3D              | *BSD, Haiku Linux, MacOSX Windows                             | Oui                    | Non disponible                                            | GPL                                    | OpenGL                    | C++                        |
| Ika                 | ?               | ?                                                             | Oui                    | Python                                                    | ?                                      | Non disponible            | C++, C#                    |
| IndieLib            | ?               | ?                                                             | Oui                    | Non disponible                                            | ?                                      | OpenGL, Direct3D          | C++                        |
| ioquake3            | ?               | *BSD, Haiku Linux, MacOSX Windows                             | Oui                    | Non disponible                                            | GPL                                    | OpenGL                    | C                          |
| Irrlicht            | 3D              | Linux, ?                                                      | Oui                    | Squirrel                                                  | Zlib                                   | OpenGL, Direct3D          | C++                        |
| Java3D              | 3D              | ?                                                             | Oui                    | Non disponible                                            | GPL                                    | OpenGL (JOGL)             | Java                       |
| jMonkeyEngine       | 3D              | Linux, Windows, MacOSX                                        | Oui                    | Non disponible                                            | BSD                                    | OpenGL (LWJGL (en), JOGL) | Java                       |
| Jogre               | ?               | ?                                                             | Oui                    | Non disponible                                            | ?                                      | Non disponible            | Java                       |
| libGDX (en)         | 2D, 3D          | ?                                                             | Oui                    | Non disponible                                            | Apache 2.0                             | OpenGL                    | Java                       |
| LÖVE                | 2D              | Android, *BSD, iOS, Linux, MacOSX, Windows                    | Oui                    | Lua                                                       | Zlib                                   | OpenGL, OpenGL ES         | Lua                        |
| MELHARFI            | 2D              | ?                                                             | Non                    | C#                                                        | MIT                                    | GDI+                      | C#                         |
| Monogame            | ?               | ?                                                             | oui                    | ?                                                         | ?                                      | ?                         | C#                         |
| Nebula Device       | ?               | ?                                                             | Oui                    | Lua, Tcl/Tk                                               | ?                                      | Direct3D, OpenGL          | C++                        |
| NeoAxis             | ?               | ?                                                             | Oui                    | C#                                                        | ?                                      | Direct3D, OpenGL          | C#                         |
| OctaForge           | ?               | ?                                                             | Oui                    | Lua                                                       | ?                                      | Non disponible            | C++                        |
| ONScripter          | 2D              | Windows, Linux, macOS, Android, iOS, Dreamcast, PS3, PSP, Wii | Oui                    | C++                                                       | GPL v2                                 | SDL                       | C++                        |
| OpenSceneGraph      | 3D              | *BSD, Linux, Windows, ?                                       | Oui                    | Non disponible                                            | LGPL                                   | OpenGL                    | C++                        |
| OpenSpace3D         | 3D              | Windows                                                       | Oui                    | Plug it (Langage de programmation visuelle d'OpenSpace3D) | LGPL                                   | Direct3D, OpenGL          | Scol, C, C++               |
| ORX                 | ?               | ?                                                             | Oui                    | Non disponible                                            |                                        | Non disponible            | C                          |
| Panda3D             | 3D              | ?                                                             | Oui                    | Python                                                    | BSD modifiée                           | Direct3D                  | C++                        |
| PLIB (it)           | ?               | Linux, Windows (SDL).                                         | Oui                    | Non disponible                                            | LGPL                                   | Non disponible            | C++                        |
| Polycode            | 2D, 3D          | ?                                                             | Oui                    | Lua                                                       | MIT                                    | OpenGL                    | C++                        |
| Pyrogenesis         | 3D              | *BSD, Linux, macOS, Windows                                   | Oui                    | JavaScript                                                | GPL v2                                 | OpenGL                    | C++                        |
| Retribution Engine  | ?               | ?                                                             | Non                    | Non disponible                                            | ?                                      | OpenGL                    | C++                        |
| Second Life         | ?               | ?                                                             | Oui                    | Non disponible                                            | ?                                      | OpenGL                    | C++                        |
| Sphere              | ?               | ?                                                             | Oui                    | JavaScript                                                | ?                                      | Non disponible            | C++                        |
| Spring              | 3D              | ?                                                             | Oui                    | Lua                                                       | GPL                                    | Non disponible            | C++                        |
| Stratagus           | 2D              | Linux, ?                                                      | Oui                    | Lua                                                       | GPL                                    | Non disponible            | C                          |
| Superpowers         | 3D              | Android, HTML5, Linux, MacOS X, Windows                       | Oui                    | TypeScript                                                | ICS                                    | Three.js, HTML5           | TypeScript                 |
| Three.js            | 2D, 3D          | Web (HTML5)                                                   | Oui                    | JavaScript                                                | MIT                                    | WebGL, HTML5              | JavaScript                 |
| Troll2D             | ?               | ?                                                             | Oui                    | Non disponible                                            | ?                                      | Non disponible            | C++                        |
| Urho3D              | 2D, 3D          | Linux, Windows, MacOS                                         | Oui                    | AngelScript                                               | GPL                                    | Direct3D, OpenGL          | C++                        |
| Ursina Engine       | 2D, 3D          | Linux, Windows, MacOS                                         | Non                    | Python                                                    | MIT                                    | Non disponible            | Python                     |
| Verge 3.2           | ?               | ?                                                             | Oui                    | Lua, VergeC                                               | ?                                      | Non disponible            | VC                         |
| Stride              | 3D              | Windows                                                       | Oui                    | C#                                                        | MIT                                    | Non disponible            | C#                         |
| Xilon Engine II     | ?               | ?                                                             | Non                    | Non disponible                                            | ?                                      | Non disponible            | Visual Basic .NET          |

## Moteurs de jeu propriétaires
Le code source de ces moteurs n'est pas disponible sous une licence open source, mais beaucoup sont disponibles et utilisables gratuitement. Plusieurs de ces moteurs sont des produits commerciaux qui peuvent être édités gratuitement.
| Nom                   | Développeur        | Fonctionnalités | Fonctionnalités                                     | Fonctionnalités                                      | Fonctionnalités        | Fonctionnalités                                          | Existence d'une licence gratuite | Fonctionnement interne   | Fonctionnement interne |
| Nom                   | Développeur        | Rendu           | Spécificités                                        | Plateformes (création)                               | Export multi-platforme | Scripting                                                | Existence d'une licence gratuite | Bibliothèques graphiques | Programmé en           |
| --------------------- | ------------------ | --------------- | --------------------------------------------------- | ---------------------------------------------------- | ---------------------- | -------------------------------------------------------- | -------------------------------- | ------------------------ | ---------------------- |
| Adventure Game Studio | Chris Jones        |                 | Orienté jeux d'aventure en pré-rendu                |                                                      |                        |                                                          | Oui                              |                          |                        |
| Amazon Lumberyard     | Amazon             | 3D              | Intégration avec AWS et Twitch                      |                                                      |                        |                                                          | Oui                              |                          |                        |
| Antiryad Gx           |                    | 2D, 3D          |                                                     | ?                                                    | Oui                    | C, C++, Gel                                              | Oui                              | OpenGL                   | C, Assembleur          |
| Celestory             | Celestory          |                 | Éditeur de scénarios interactifs                    |                                                      |                        |                                                          | Oui                              |                          |                        |
| Coffee, the engine    |                    |                 |                                                     |                                                      |                        | C, C++                                                   | Oui                              |                          |                        |
| CryEngine             | Crytek             | 3D              |                                                     | Windows                                              | Oui                    | C#                                                       | Oui                              | OpenGL, Vulkan           | C++, Lua, C#           |
| Game Maker            | Mark Overmars      | 2D, 3D          |                                                     |                                                      |                        |                                                          | Oui                              |                          |                        |
| JAWA                  | Jawa webgames      | 2D              | Orienté jeux d'aventure/enquête/puzzles de logiques | navigateur                                           | Oui                    | pseudo langage interne                                   | Oui                              |                          | JS, HTML5              |
| MUGEN                 | Elecbyte           | 2D              | Orienté jeux de combat                              |                                                      |                        |                                                          | Oui                              |                          |                        |
| NScripter             | Naoki Takahashi    | 2D              | Orienté visual novels                               | Windows                                              | Non                    | Syntaxe propre ressemblant à la syntaxe du langage BASIC | Oui                              | ?                        | C++                    |
| Prism3D               | SCS Software       | 3D              | Orienté Simulateur de conduite                      | Windows                                              | Non                    | C++                                                      | Non                              | ?                        | C++                    |
| RPG Maker             | ASCII, Enterbrain  | 2D              | Orienté jeux de rôle                                |                                                      |                        |                                                          | Oui                              |                          |                        |
| SCUMM                 | LucasArts          | 2D              | Orienté jeux d'aventure                             |                                                      |                        |                                                          | ?                                |                          |                        |
| Unreal Engine         | Epic Games         | 2D, 3D          |                                                     | Windows, Linux, Android                              | Oui                    | C++, Visual Scripting (blueprint)                        | Oui                              | OpenGL, Vulkan           | C++, Assembleur        |
| Unity (ou Unity3D)    | Unity Technologies | 2D, 3D          |                                                     | MacOS X, Windows, Web (HTML5 ou plugin propriétaire) | Oui                    | C#, Visual Scripting (BOLT)                              | Oui                              | OpenGL                   | C#                     |
| Verge3D               | Soft8Soft LLC      | 3D              |                                                     | Web (HTML5)                                          | Oui                    | JavaScript                                               | ?                                | WebGL, HTML5             | JavaScript             |
| Wintermute Engine,    | Jan Nedoma         | 2D              | Orienté jeux d'aventure point and click             |                                                      |                        |                                                          | Oui                              |                          |                        |

## Exemple de jeux avec les moteurs qu'ils utilisent
| Jeu | Moteur de jeu                  | Entreprise / Développeur / Éditeur |
| --- | ------------------------------ | --- |
| The Saga of Ryzom | Nel moteur de jeu MMORPG en 3D | Nevrax |
| Dark Area My body coach Hidden path of faery Cocoto Festival Carmen Sandiego | Antiryad Gx                    | Arkham Development Bigben Interactive BigBen Interactive Mindscape |
| Star Wars: Empire at War Star Wars: Empire at War: Forces of Corruption Universe at War: Earth Assault | Alamo                          | Petroglyph Games |
| Just Cause (2006) Just Cause 2 (2010) The Hunter (2009) Renegade Ops (2011) | Avalanche Engine 2.0           | Avalanche Studios Square Enix |
| Assassin's Creed, Assassin's Creed II, Assassin's Creed: Brotherhood, Assassin's Creed: Revelations Prince of Persia, Prince of Persia : Les Sables Oubliés | Anvil / Scimitar               | Ubisoft |
| Assassin's Creed III (2012) Assassin's Creed IV: Black Flag (2013) Assassin's Creed Unity (2014) Assassin's Creed Syndicate (2015) | Anvil Next                     | Ubisoft |
| Twin Skies Stargate Worlds World of Warship (WoWs) World of Tank (Wot) World of Warplane (WoWp) | BigWorld                       | Meteor Games Cheyenne Mountain Entertainment wargaming.net |
| Out There Chronicles | Celestory                      | Mi-Clos |
| Memento Mori Numen: Contest of Heroes Pound of Ground Alternativa | CPAL3D                         | Centauri Production First Reality CINEMAX |
| The Elder Scrolls V: Skyrim Fallout 4 | Creation Engine                | Bethesda Softworks |
| Call of Juarez (2003) Ghost Warrior Dead Island Dying Light | Chrome Engine (en)             | Techland (en) |
| Final Fantasy XIII Final Fantasy XIII-2 Final Fantasy XIV | Crystal Tools                  | Square Enix |
| Far Cry Aion: The Tower of Eternity | CryEngine                      | Crytek Studios NCsoft |
| Crysis Entropia Universe | CryEngine 2                    | Crytek Studios MindArk |
| Crysis (versions PS3 et X-Box 360), Crysis 2, Crysis 3 Sniper: Ghost Warrior 2 | CryEngine 3                    | Crytek Studios |
| Unvanquished | Dæmon                          | Unvanquished Development |
| Nexuiz Xonotic Wrath: Aeon of Ruin | DarkPlaces                     | Alientrap (en) Team Xonotic KillPixel, 3D Realms, 1C Entertainment |
| Deus Ex: Mankind Divided | Dawn Engine                    | Eidos Montréal |
| Ballistics FlatOut | Diesel                         | GRIN |
| Far Cry 2 James Cameron's Avatar: The Game | Dunia Engine                   | Ubisoft Montréal |
| Company of Heroes Company of Heroes: Opposing Fronts Warhammer 40,000: Dawn of War II | Essence Engine                 | Relic Entertainment |
| Battlefield: Bad Company 2 Battlefield 1943 | Frostbite Engine               | DICE |
| Battlefield 3 Need for Speed: The Run Medal of Honor: Warfighter | Frostbite Engine 2             | DICE |
| Battlefield 4 Need for Speed: Rivals | Frostbite Engine 3             | DICE |
| Dark Age of Camelot The Elder Scrolls IV: Oblivion Fallout 3 | Gamebryo                       | Mythic Entertainment Bethesda Softworks |
| Hitman: Contracts Hitman: Blood Money Kane and Lynch: Dead Men | Glacier Engine I               | IO Interactive |
| Hitman: AbsolutionHitman | Glacier Engine II              | IO Interactive |
| Half-Life Gunman Chronicles Half-Life: Opposing Force | GoldSrc                        | Valve Rewolf Software Gearbox Software |
| Hero's Journey | HeroEngine                     | Simutronics |
| Rage Wolfenstein: The New Order | id Tech 5                      | id Software |
| S.O.S. Fantômes le Jeu Vidéo Mushroom Men : La Guerre des spores Bass Pro Shops: The Strike Roogoo: Twisted Towers | Infernal Engine                | Terminal Reality Threewave Software Escalation Studios Streamline Studios Namco Bandai Games Red Fly Studio Wideload Games Piranha Games SpiderMonk Entertainment High Voltage Software |
| Baldur's Gate Baldur's Gate II: Shadows of Amn Planescape: Torment Icewind Dale Icewind Dale II | Infinity Engine                | BioWare Black Isle Studios |
| Sins of a Solar Empire | Iron Engine                    | Ironclad Games |
| Beyond Good and Evil Prince of Persia : Les Sables du temps Prince of Persia : L'Âme du guerrier Prince of Persia : Les Deux Royaumes King Kong Rayman contre les lapins crétins Les Tortues ninja Rayman contre les lapins encore plus crétins Naruto: Rise of a Ninja Naruto: The Broken Bond James Cameron's Avatar: The Game Prince of Persia : Les Sables oubliés | Jade engine                    | Ubisoft |
| Balatro (jeu vidéo) | LÖVE                           | Anders Ruud, Michael Enger, Tommy Nguyen |
| Dead Rising Lost Planet Devil May Cry 4 Resident Evil 5 Lost Planet 2 Marvel vs. Capcom 3 Sengoku Basara: Samurai Heroes Resident Evil: Revelations Super Street Fighter IV 3D Edition Resident Evil: The Mercenaries 3D | MT Framework                   | Capcom |
| Drakensang : l'Œil noir | Nebula Device 3                | |
| Operation Flashpoint 2: Dragon Rising Race Driver: GRID | Neon Engine                    | Codemasters |
| Higurashi no naku koro ni Umineko no naku koro ni Rose Guns Days (en) Narcissu HaniHani (en) Tsukihime Kagetsu Tohya (en) | NScripter                      | 07th Expansion stage-nana TYPE-MOON |
| Race Driver: GRID… | PhyreEngine                    | … |
| Midnight Club: Los Angeles Rockstar Games présente : Table Tennis Grand Theft Auto IV Grand Theft Auto V I Red Dead Redemption Red Dead Redemption 2 | RAGE                           | Rockstar Games |
| 0 A.D. | Pyrogenesis                    | Wildfire Games (en) |
| Drakan : les Chevaliers du feu Drakan: The Ancients' Gates Le Seigneur des anneaux : La Communauté de l'anneau The Suffering : Les liens qui nous unissent | Riot Engine                    | Surreal Software |
| Eternal Eden Deadly Sin Eternal Twilight Dawn's Light Hero's Tale: Enhanced Edition | RPG Maker VX                   | Blossomsoft Deadly Sin Studios John Wizard Games Oliveair Games |
| Aveyond Millennium: A New Hope Laxius Force 3 Stars of Destiny Kara's Quest Bipo: Mystery of the Red Panda | RPG Maker XP                   | Amaranth Games Warfare Studios Aldorlea Games Red Panda Games |
| Command and Conquer : Alerte rouge 3 Command and Conquer: Generals Command and Conquer 3 : Les Guerres du Tiberium Le Seigneur des anneaux : La Bataille pour la Terre du Milieu II | SAGE engine                    | EA Los Angeles |
| Silent Storm Silent Storm: Sentinels Hammer and Sickle Night Watch Day Watch Heroes of Might and Magic V Jagged Alliance 3 (en cours de développement) | Silent Storm engine            | Nival Interactive |
| Tom Clancy's The Division | Snowdrop (moteur de jeu)       | Ubisoft |
| Half-Life 2 Team Fortress 2 Portal, Portal 2 Left 4 Dead Left 4 Dead 2 Counter-Strike: Source, Counter-Strike: Global Offensive Vampire: The Masquerade - Bloodlines Sin Episodes Dark Messiah of Might and Magic Zeno Clash Garry's mod | Source engine                  | Valve Troika Games Ritual Entertainment Arkane Studios ACE Team Facepunch Respawn Entertainment |
| Star Citizen Squadron 42 | Star engine                    | Cloud Imperium Games |
| Marble Blast Ultra Fallen Empire: Legions Dreamlords Penny Arcade Adventures: On the Rain-Slick Precipice of Darkness | TGEA                           | GarageGames Lockpick Entertainment Hothead Games FXLabs Studios |
| | Unity                          | Cartoon Network Electronic Arts Over The Edge Entertainment Serious Games Interactive Flashbang Studios Eduweb |
| America's Army Exteel The Chronicles of Spellborn Unreal Tournament 2004 | Unreal Engine 2                | NCsoft Spellborn International Epic Games |
| America's Army 3 Batman: Arkham Asylum Batman: Arkham City BioShock, Borderlands BlackSite: Area 51 Gears of War Gears of War 2 Unreal Tournament 3 Tom Clancy's Rainbow Six: Vegas Lost Odyssey Mass Effect Mass Effect 2 Mass Effect 3 The Last Remnant Medal of Honor: Airborne Tera | Unreal Engine 3                | Eidos Interactive 2K Games Midway Games Epic Games Ubisoft Mistwalker BioWare Square Enix |
| Abatron Alone in the Dark : Illumination APT Ark: Survival Evolved AXYOS Bad Day : Rebellion Beyond Flesh and Blood BIOS Botology Centration Consortium : The Tower Prophecy Crossing the line CubeZ CyberZone Dark Storm Daylight Dead Island 2 Dead Sea Desert Thunder : Strike Force Eden Star : Destroy - Build - Protect Epic Showdown Epsilon Fortified Fortnite Garbage Day Get Even Ground Branch Guardians of Orion H-Hour: World's Elite HIT Into the Ice : Nazis of Neuschwabenland Last Year Lifeless Paragon Project A.P.E. Project Awakened Project HON Project Pulsation Shot In The Dark Space Hulk: Deathwing Squad Storm United The Admin The Dead Linger The Solus Project Toxikk Tower Unite Unloved Unreal Tournament (2014) Wake Up Call We Happy Few World War 3 World War Toons | Unreal Engine 4                | W3 Studios Atari RIP Studios Studio Wildcard Axyos Games Farom Studio PixelBomb Games PIXYUL Black Lime Studio Angry Engineers Entertainment Interdimensional Games InterMassive Studio Imaek Games InterMassive Studio Fenrir Studios ATLUS USA Deep Silver KISS West Forest Games Flix Interactive Naloki Serellan LCC Clapfoot Epic Games Svajunas Zemaitis Bandai Namco Games Blackfoot Studios Trek Industries SOF Studios Shifty Chair Games Homegrown Games James Matthew Wearing Green Man Loaded Epic Games Nomad Interactive Inconnu NCsoft Cubic Pie Technomancy Studios Focus Home Interactive Offworld Industries PixelBeam Willpowaproject Sandswept Studios Reakktor Media AG PixelTail Games BlueEagle Productions Epic Games Dark Synergy Studios Compulsion Games The Farm 51 Inconnu |
| War Thunder | Dagor Engine                   | gaijin entertainment |
| S.T.A.L.K.E.R.: Shadow of Chernobyl S.T.A.L.K.E.R.: Clear Sky S.T.A.L.K.E.R.: Call of Pripyat | X-Ray Engine                   | GSC Game World |